# 杰西·阿姆斯特朗
杰西·阿姆斯特朗（英語：Jesse Armstrong；1970年12月13日—）是一位英国喜剧编剧，最知名的作品包括英國第四台情景喜剧Peep Show和英國廣播公司第四台政治讽刺剧《幕后危机》。他是曼彻斯特大学校友，大学中他遇到了写作同伴Sam Bain。在1990年代晚期成为喜剧编剧前，他为工党议员Doug Henderson担任研究员。